# Route magistrale 15 (Lituanie)
Pour les articles homonymes, voir A15 et Route 15.
La route A15 (Magistralinis kelias A15) est une route lituanienne reliant Vilnius à la frontière biélorusse en direction de Lida. Elle mesure 49,28 km.

## Tracé
- Vilnius
- Totorinė (lt)
- Jašiūnai
- Šalčininkėliai (lt)